# Brungershausen
Brungershausen ist der nach Einwohnerzahl kleinste Ortsteil von Lahntal, einer Gemeinde im mittelhessischen Landkreis Marburg-Biedenkopf.

## Geographische Lage

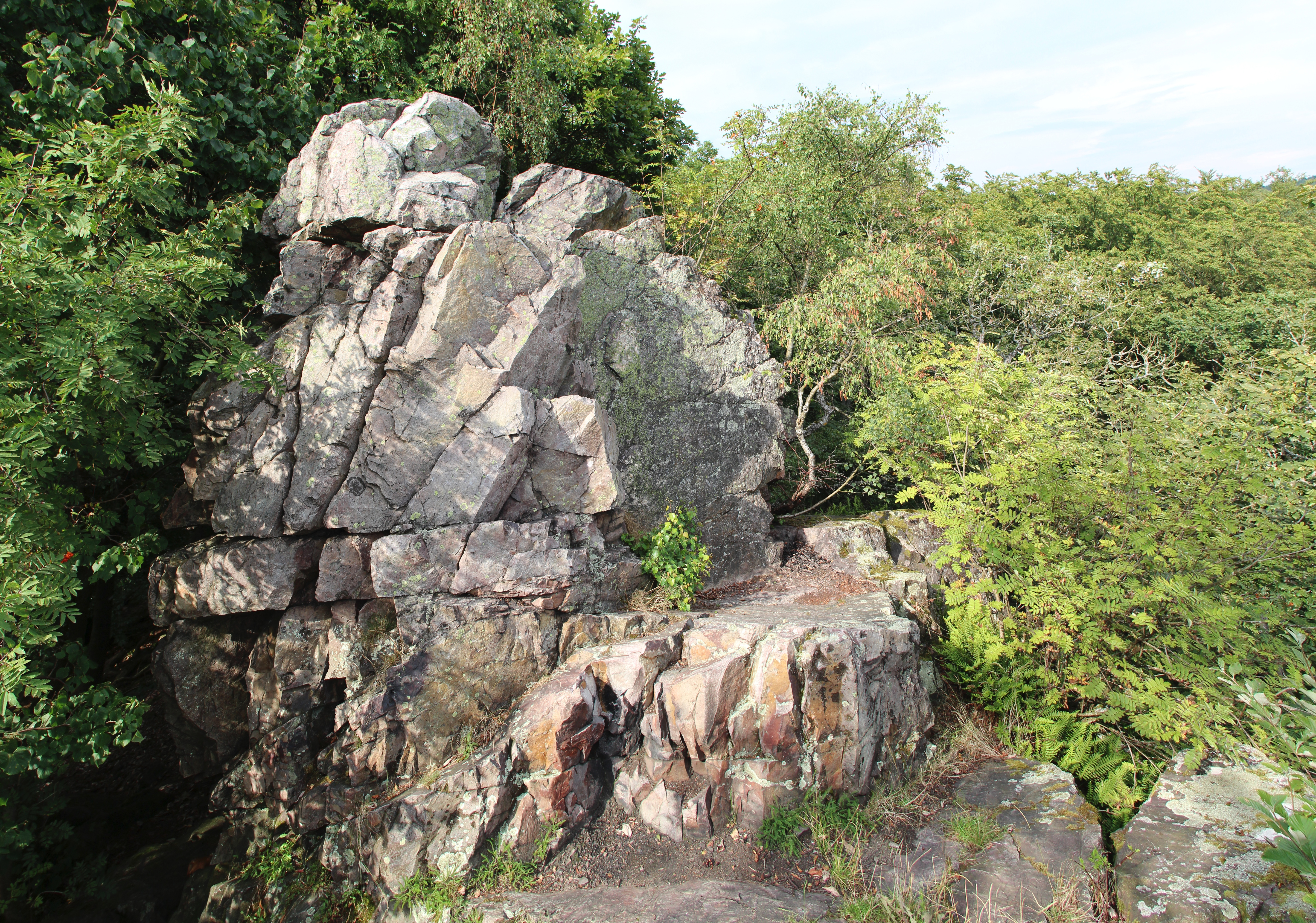
Die Wichtelhäuser

Der Ort liegt im westlichen Gemeindeteil am Fuße des 314 m hohen „Großen Heimbergkopfes“. Südlich des Dorfes führen die Bundesstraße 62 und die Landesstraße 3092 vorbei. In Ortsnähe verläuft der Lahntal-Radweg. Am Ortsrand ist eine Felsgruppe zu sehen, die Wichtelhäuser genannt wird.

## Geschichte

### Ortsgeschichte
Aus dem 8. Jahrhundert datieren die Überreste des Burgstalls Brungershausen.
Die älteste bekannte schriftliche Erwähnung von Brungershausen erfolgte unter dem Namen Brungozeshusun um das Jahr 1130.
Der spätere Oberbefehlshaber der französischen Rheinarmee, Nikolaus von Luckner, befehligte im Siebenjährigen Krieg von der Luckner-Schanze bei Brungershausen aus eine wesentliche Schlacht.
Zum 1. Juli 1974 wurde die bis dahin selbständige Gemeinde Brungershausen im Zuge der Gebietsreform in Hessen kraft Landesgesetz in die Gemeinde Lahntal eingegliedert. Für Brungershausen wurde, wie für die übrigen ehemaligen Gemeinden von Lahntal, ein Ortsbezirk gebildet.

### Verwaltungsgeschichte im Überblick
Die folgende Liste zeigt die Staaten und Verwaltungsorgane, denen Brungershausen angehört(e):
- vor 1567: Heiliges Römisches Reich, Landgrafschaft Hessen, Gericht Caldern (es bestand aus den Orten: Caldern, Kernbach, Dagobertshauſen, Michelbach, Brüngershausen und Wehrshausen, sowie die Hälfte von Dilschhausen)[7]
- ab 1567: Heiliges Römisches Reich, Landgrafschaft Hessen-Marburg, Amt Marburg[8]
- 1604–1648: Heiliges Römisches Reich, strittig zwischen Landgrafschaft Hessen-Darmstadt und Landgrafschaft Hessen-Kassel (Hessenkrieg), Amt Marburg
- ab 1648: Heiliges Römisches Reich, Landgrafschaft Hessen-Kassel, Amt Marburg
- ab 1806: Landgrafschaft Hessen-Kassel, Amt Valdern und Reitzberg
- 1807–1813: Königreich Westphalen, Departement der Werra, Distrikt Marburg, Kanton Wetter
- ab 1815: Kurfürstentum Hessen, Amt Caldern und Reitzberg[9]
- ab 1821: Kurfürstentum Hessen, Provinz Oberhessen, Kreis Marburg[10][Anm. 1]
- ab 1848: Kurfürstentum Hessen, Bezirk Marburg
- ab 1851: Kurfürstentum Hessen, Provinz Oberhessen, Kreis Marburg
- ab 1867: Königreich Preußen, Provinz Hessen-Nassau, Regierungsbezirk Kassel, Kreis Marburg
- ab 1871: Deutsches Reich, Königreich Preußen, Provinz Hessen-Nassau, Regierungsbezirk Kassel, Kreis Marburg
- ab 1918: Deutsches Reich, Freistaat Preußen, Provinz Hessen-Nassau, Regierungsbezirk Kassel, Kreis Marburg
- ab 1944: Deutsches Reich, Freistaat Preußen, Provinz Kurhessen, Landkreis Marburg
- ab 1945: Deutsches Reich, Amerikanische Besatzungszone, Groß-Hessen, Regierungsbezirk Kassel, Landkreis Marburg
- ab 1946: Deutsches Reich, Amerikanische Besatzungszone, Hessen, Regierungsbezirk Kassel, Landkreis Marburg
- ab 1949: Bundesrepublik Deutschland, Hessen, Regierungsbezirk Kassel, Landkreis Marburg
- ab 1974: Bundesrepublik Deutschland, Hessen, Regierungsbezirk Kassel, Landkreis Marburg-Biedenkopf, Gemeinde Lahntal
- ab 1981: Bundesrepublik Deutschland, Hessen, Regierungsbezirk Gießen, Landkreis Marburg-Biedenkopf, Gemeinde Lahntal

### Gerichte seit 1821
Mit Edikt vom 29. Juni 1821 wurden in Kurhessen Verwaltung und Justiz getrennt. Der Kreis Marburg war für die Verwaltung und das Justizamt Wetter war als Gericht in erster Instanz für Brungershausen zuständig. Nach der Annexion Kurhessens durch Preußen erfolgte am 1. September 1867 die Umbenennung des bisherigen Justizamtes in Amtsgericht Wetter. Auch mit dem Inkrafttreten des Gerichtsverfassungsgesetzes (GVG) 1877 blieb das Amtsgericht bestehen. 1943 wurde das Amtsgericht Zweigstelle des Amtsgerichts Marburg und 1946 wurde auch die Zweigstelle geschlossen. Der Bezirk des Amtsgerichts Wetter ging im Bezirk des Amtsgerichts Marburg auf.

## Bevölkerung

### Einwohnerstruktur 2011
Nach den Erhebungen des Zensus 2011 lebten am Stichtag dem 9. Mai 2011 in Brungershausen 87 Einwohner. Darunter waren 3 (3,4 %) Ausländer.
Nach dem Lebensalter waren 15 Einwohner unter 18 Jahren, 33 zwischen 18 und 49, 21 zwischen 50 und 64 und 18 Einwohner waren älter. Die Einwohner lebten in 36 Haushalten. Davon waren 12 Singlehaushalte, 9 Paare ohne Kinder und 12 Paare mit Kindern, sowie keine Alleinerziehende und keine Wohngemeinschaften. In 12 Haushalten lebten ausschließlich Senioren und in 21 Haushaltungen leben keine Senioren.

### Einwohnerentwicklung
| Quelle: | Historisches Ortslexikon                                                                           |
| • 1577: | 2 Hausgesesse                                                                                      |
| • 1680: | 2 Hausgesesse                                                                                      |
| • 1767: | 6 Haushalte mit 49 Einwohnern.                                                                     |
| • 1838: | 60 Einwohner (Familien: nutzungsberechtigte, 3 nicht nutzungsberechtigte Ortsbürger, 3 Beisassen). |

| Brungershausen: Einwohnerzahlen von 1767 bis 2022 | Brungershausen: Einwohnerzahlen von 1767 bis 2022 | Brungershausen: Einwohnerzahlen von 1767 bis 2022 | Brungershausen: Einwohnerzahlen von 1767 bis 2022 | Brungershausen: Einwohnerzahlen von 1767 bis 2022 |
| --- | ------------------------------------------------- | ------------------------------------------------- | ------------------------------------------------- | ------------------------------------------------- |
| Jahr |                                                   |                                                   |                                                   | Einwohner                                         |
| 1767 | 1767                                              |                                                   | 49                                                | 49                                                |
| 1800 | 1800                                              |                                                   | ?                                                 | ?                                                 |
| 1834 | 1834                                              |                                                   | 59                                                | 59                                                |
| 1840 | 1840                                              |                                                   | 66                                                | 66                                                |
| 1846 | 1846                                              |                                                   | 67                                                | 67                                                |
| 1852 | 1852                                              |                                                   | 73                                                | 73                                                |
| 1858 | 1858                                              |                                                   | 62                                                | 62                                                |
| 1864 | 1864                                              |                                                   | 70                                                | 70                                                |
| 1871 | 1871                                              |                                                   | 73                                                | 73                                                |
| 1875 | 1875                                              |                                                   | 79                                                | 79                                                |
| 1885 | 1885                                              |                                                   | 83                                                | 83                                                |
| 1895 | 1895                                              |                                                   | 71                                                | 71                                                |
| 1905 | 1905                                              |                                                   | 70                                                | 70                                                |
| 1910 | 1910                                              |                                                   | 66                                                | 66                                                |
| 1925 | 1925                                              |                                                   | 71                                                | 71                                                |
| 1939 | 1939                                              |                                                   | 73                                                | 73                                                |
| 1946 | 1946                                              |                                                   | 114                                               | 114                                               |
| 1950 | 1950                                              |                                                   | 110                                               | 110                                               |
| 1956 | 1956                                              |                                                   | 94                                                | 94                                                |
| 1961 | 1961                                              |                                                   | 68                                                | 68                                                |
| 1967 | 1967                                              |                                                   | 77                                                | 77                                                |
| 1980 | 1980                                              |                                                   | ?                                                 | ?                                                 |
| 1990 | 1990                                              |                                                   | ?                                                 | ?                                                 |
| 2000 | 2000                                              |                                                   | ?                                                 | ?                                                 |
| 2011 | 2011                                              |                                                   | 87                                                | 87                                                |
| 2014 | 2014                                              |                                                   | 87                                                | 87                                                |
| 2022 | 2022                                              |                                                   | 81                                                | 81                                                |
| Datenquelle: Historisches Gemeindeverzeichnis für Hessen: Die Bevölkerung der Gemeinden 1834 bis 1967. Wiesbaden: Hessisches Statistisches Landesamt, 1968. Weitere Quellen: LAGIS; Zensus 2011; Gemeinde Lahntal; 2014, 2022 |                                                   |                                                   |                                                   |                                                   |

### Historische Religionszugehörigkeit
| • 1861: | alle Einwohner lutheranische                                    |
| • 1885: | 80 evangelische (= 100,00 %) Einwohner                          |
| • 1961: | 62 evangelische (= 91,18 %), 6 katholische (= 8,82 %) Einwohner |

### Historische Erwerbstätigkeit
| • 1838: | Familien: 5 Ackerbau, 2 Gewerbe                                                                           |
| • 1961: | Erwerbspersonen: 31 Land- und Forstwirtschaft, 3 Produzierendes Gewerbe, 3 Dienstleistungen und Sonstiges |

## Politik
Für Brungershausen besteht ein Ortsbezirk mit Ortsbeirat und Ortsvorsteher nach der Hessischen Gemeindeordnung.
Der Ortsbeirat für den Ortsbezirk Brungershausen besteht aus drei Mitgliedern. Die Wahlbeteiligung zur Wahl des Ortsbeirats bei der Kommunalwahl 2021 78,21 %. Alle Kandidaten gehörten der Liste „Bürgerwohl Brungershausen“ an. Der Ortsbeirat wählte Daniel Groß zum Ortsvorsteher.